# Liste der denkmalgeschützten Objekte in Nickelsdorf
Die Liste der denkmalgeschützten Objekte in Nickelsdorf enthält die denkmalgeschützten, unbeweglichen Objekte der Gemeinde Nickelsdorf im Burgenland (Bezirk Neusiedl am See).

## Denkmäler
| Foto |                 | Denkmal                                                        | Standort                                          | Beschreibung | Metadaten |
| ---- | --------------- | -------------------------------------------------------------- | ------------------------------------------------- | --- | --- |
| ja   | Datei hochladen | Evang. Pfarrkirche A.B. HERIS-ID: 10039 Objekt-ID: 6090        | bei Untere Hauptstraße 9 Standort KG: Nickelsdorf | Die Kirche wurde 1787 als Bethaus errichtet, 1823 wurde an der Nordwestfassade ein achteckiger Turm mit Spitzhelm angebaut. | BDA-Hist.: Q31870695 Status: § 2a Stand der BDA-Liste: 2025-06-30 Name: Evang. Pfarrkirche A.B. GstNr.: 270 evang Pfarrkirche (Nickelsdorf)      |
| ja   | Datei hochladen | Kath. Pfarrkirche hl. Nikolaus HERIS-ID: 10038 Objekt-ID: 6089 | Windgasse Standort KG: Nickelsdorf                | Ein großer Sakralbau aus den Jahren 1904/1905 mit einem Ostturm und einem eingezogenen Chor.                                | BDA-Hist.: Q14544307 Status: § 2a Stand der BDA-Liste: 2025-06-30 Name: Kath. Pfarrkirche hl. Nikolaus GstNr.: 26 kath Pfarrkirche (Nickelsdorf) |

## Ehemalige Denkmäler
| Foto |                 | Denkmal                                 | Standort                                           | Beschreibung | Metadaten |
| ---- | --------------- | --------------------------------------- | -------------------------------------------------- | --- | --- |
| ja   | Datei hochladen | Stürzingerkreuz Objekt-ID: 6091bis 2015 | bei Untere Hauptstraße 38 Standort KG: Nickelsdorf | Das Stürzingerkreuz ist ein rezent stark überarbeiteter Tabernakelpfeilerbildstock mit kleiner Rechtecknische. Der steinerne Pyramidenstumpfhelm ragt leicht vor. Darüber ist ein schmiedeeisernes Doppelkreuz. Der Bildstock stammt vom Ende des 18. Jahrhunderts. | BDA-Hist.: Q55228944 Status: § 2a Stand der BDA-Liste: 2015-06-26 Name: Stürzingerkreuz GstNr.: 1437 Stürzingerkreuz (Nickelsdorf) |